# Dasycleobis crinitus
Genre
Espèce
Dasycleobis crinitus, unique représentant du genre Dasycleobis, est une espèce de solifuges de la famille des Ammotrechidae.

## Distribution
Cette espèce est endémique d'Argentine. Elle se rencontre sur l'Aconcagua dans la province de Mendoza.

## Publication originale
- Mello-Leitão, 1940 : Un solífugo da Argentina e alguns opiliхes da Colombia. Annaes da Academia Brasileira de Sciencias, vol. 12, no 4, p. 301-311.